# Веслоніг домовий
Веслоніг домовий (Polypedates leucomystax) — вид земноводних з роду Веслоніг родини Веслоногі. Інші назви «білогубий веслоніг», «смугаста деревна жаба».

## Опис
Загальна довжина досягає 5—8 см. Спостерігається статевий диморфізм: самиці більші за самців. Голова широка, морда витягнута й сильно загострена. Очі великі. Шкіра гладенька. На кінцях пальців розвинені круглі присоски. Перетинка, розвинена тільки на задніх лапах, доходить майже до самих кінців пальців. Вони не так яскраво пофарбовані, зате крупніше. Основний тон забарвлення — буруватий з жовтувато-золотавим відливом. Від кінчика гострої мордочки до середини ока і від ока назад часто проходить контрастна темна смуга. Також може мати малюнок з більш темних, ніж загальний тон, довгих поздовжніх смуг. Очі мають золотаву райдужину і чорні зіниці. Зовнішня сторона щелеп білого кольору, складається враження начебто «губи» амфібії обплямовані білою фарбою. Звідси походить одна з назв цього веслонога.

## Спосіб життя
Полюбляє дощові, гірські ліси, скелясті береги, прибережні лагуни прісної води, орні землі, пасовища, плантації, сільські сади, міські райони, райони водосховищ, ставків, зрошувальних земель, сезонні затоплення сільськогосподарських земель. Зустрічається на висоті до 1500 м над рівнем моря. Мешкає здебільшого на деревах. Активний уночі. Живиться дрібними безхребетними.
Самиця відкладені яйця обгортує своєрідною піною, що захищає кладки від пересихання. Кладка кріпиться до каміння або листя.

## Розповсюдження
Поширений від Індії, Східних Гималаїв до країн Індокитаю, південного Китаю, Яви, Калімантану, Філіппін та о.Нова Гвінея.